# Свиньи в культуре

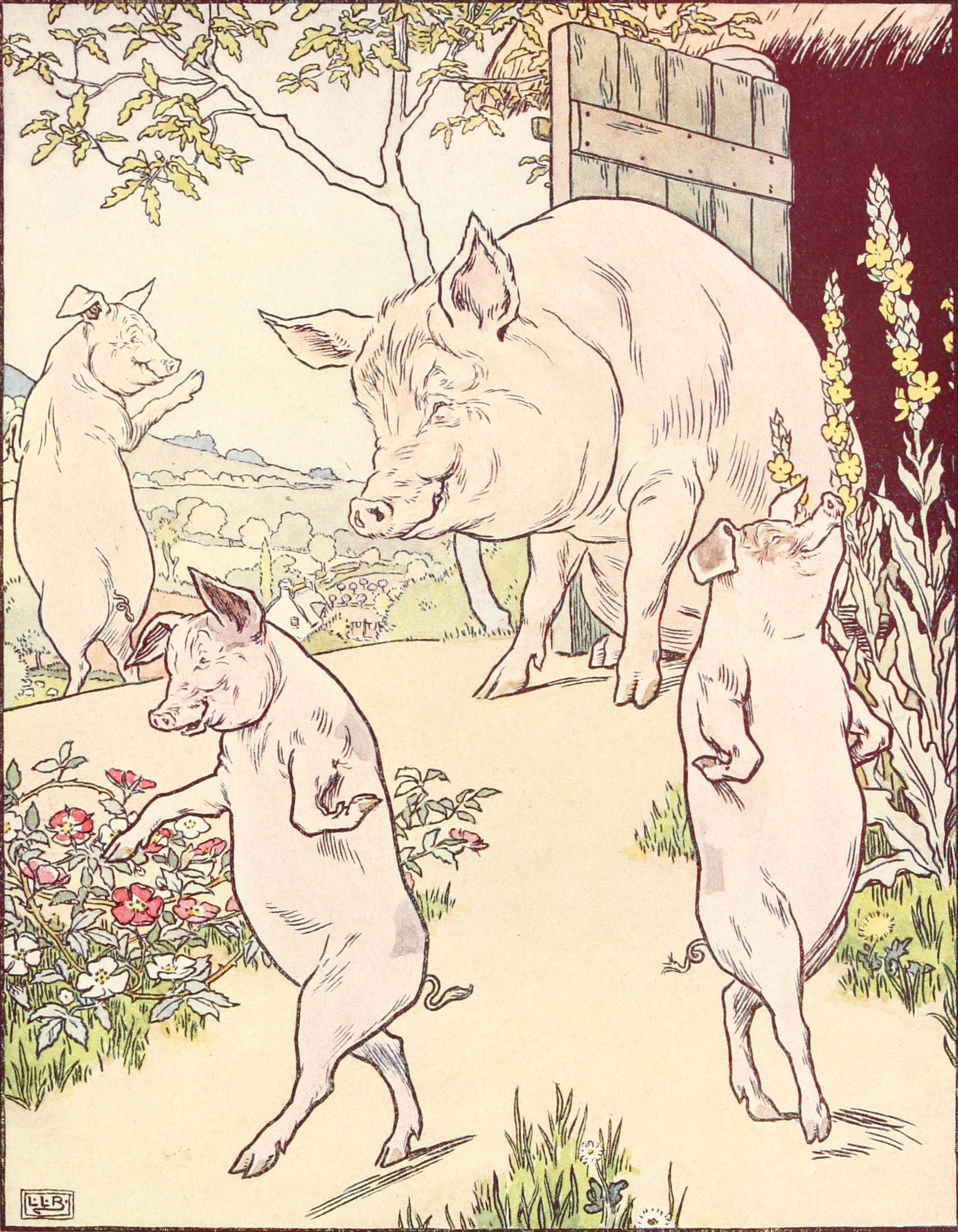

Домашние свиньи и дикие свиньи — кабаны (вепри) начиная с древнейших времён занимают важное место в мировой религии, мифологии и культуре. В мифологии домашние свиньи больше связаны с культом плодородия; дикие вепри, вооруженные, в отличие от первых, клыками, больше воспринимаются как опасные существа и встречаются в историях об охоте.
Свинья может символизировать прожорливость, эгоизм, похоть, упрямство и норов, невежество; но также и материнство, плодовитость и изобилие, процветание, счастье.

## Характеристика
В древнейшие времена, как минимум с 7 тысячелетия до н. э. свинья (в особенности свиноматка) ассоциировалась с Великой богиней. Свиноматка, с её большим количеством сосков и большим размером выводка, имела связь с плодородием, рождаемостью, фертильностью, что и символизировала. Поэтому свиней приносили в жертву Богине-матери, они были связаны с богинями этого типа в Месопотамии, а также Скандинавии и у кельтов. В других регионах «наследницами» Великой богини были, например, древнеегипетская богиня неба Нут, которую, бывало, изображали в виде свиноматки, кормящей поросят (то есть звёзды) и кельтская богиня Керидвен, также имевшая символическую связь со свиньей, в Греции свиней приносили в жертву Деметре.
Эта связь была унаследована Египтом и Сирией, где свинину разрешалось вкушать лишь в церемониальных целях. Вероятно, именно поэтому иудеи считали свинью нечистым животным, а у ранних евреев-язычников свинья существовала в виде тотема. Мусульмане также считают свинину нечистым мясом. Семитские же народы, судя по всему, всегда относились к вепрю как к нечистому — возможно, по той причине, что изначально он был сакральным животным.
Образ же вепря в символическом смысле включает понятия силы, храбрости, бесстрашной агрессии и свирепости. Дикие вепри занимают большое место в фольклоре многих стран, от Индии до Исландии, начиная с древнейших времен до Новейшего времени. Связь между символикой плодородия и образом смерти и деструкции может вытекать из амбивалентной связи между Великой Богиней, чьим символом является вепрь. Такая двусмысленность является характеристикой древнего Ближнего Востока, где вепрь был связан с плодородием, но одновременно являлся символом смерти и зла. Шумерский бог растительности Думузи был убит вепрем (аналогично позже погибнут фригийский Аттис и греческий Адонис). В этом контексте, возможно, объяснение таково: лунный вепрь, символ зимы, побеждает солярных богов, ассоциирующихся с весной. Мёртвый вепрь, голова убитого вепря — становится символом победы приходящей весны, триумфа Адониса над зимой.

### Египет
Египтяне имели амбивалентное отношение к свинье: злой свиноподобный бог Сет убил и расчленил бога жизни и растительности Осириса. Поскольку свинина ассоциировалась с Сетом, она была табуирована на ритуальных праздниках Хора. При этом Исида почиталась как свиноматка в Гелиополисе. Свинью приносили в жертву на лунарных празднествах. Изображение свиноматки с поросятами было популярным амулетом, целью которого было помочь с беременностью.
Богиня неба Нут иногда изображалась в виде свиноматки, кормящей поросят (то есть звёзды).

### Античность
В древнегреческих мифах фигурирует несколько диких свиней (вепрей), наводивших ужас на округу и побеждённых каким-либо героем.
- Кроммионская свинья — чудовище, родитель Калидонского вепря.
- Калидонский вепрь — цель знаменитой Калидонской охоты, убит Мелеагром.
- Эриманфский вепрь — 5-й из подвигов Геракла.
- От клыков вепря гибнет Адонис.
- Артемида насылала вепрей на своих врагов[6], в частности Калидонского вепря.

Ещё один миф, связанный со свиньями, имеет другую структуру: волшебница Цирцея превращала мужчин в животных, в том числе в свиней. В «Одиссее» также важную роль играет свинопас Эвмей с Итаки, шрам же на ноге, по которому нянька узнала Одиссея, был получен им на охоте на вепря.
Часто свиней приносили в жертву Деметре, из-за их связей с плодородием. Впрочем, другим богам их тоже жертвовали, в особенности божествам подземного царства. В некоторых источниках указывается, что Зевса вскормила именно свинья, а не коза. Молодой поросенок был жертвой, которую приносили на инициации Элевсинских мистерий — это, видимо, выражало почтение Солнцу.
Свирепость вепрей, возможно, является объяснением, почему шлемы и щиты часто имели форму или были украшены изображениями диких кабанов, причем с древнейших времен — по меньшей мере, со времен Микенской Греции. Шлем с головой вепря был атрибутом Ареса, возможно, именно он принял форму зверя, чтобы убить Адониса.

### Восток
Свинья Вараха — это третья из аватар Вишну. Вепрь был важным жертвенным животным в индуизме. Его внутренности ценились: кровь обозначала сому, ценилось и сердце.
Вепрь также был связан с тибетской буддийской богиней Vajravārāhī (то есть «Бриллиантовая свинья», женский аспект Варахи, кабана Вишну), источником плодородия и жизни, богиней зари и владычицей небес, имевшей форму свиноматки. Её символ — голова кабана, выходящая из её черепа, олицетворяет собой иллюзию невежества, которую нужно преодолеть в тантрической практике.
На троне-лотосе, который везут семь свиней, восседает популярная бодхисатва, женское божество тибетского ламаизма Marici. У неё три лика, один из которых — вепря.
В буддизме свинья символизирует невежество, она является одним из трёх животных, удерживающих человечество на бесконечном колесе бытия.
В китайском календаре Свинья является одним из 12 зодиакальных животных, причем самым последним, 12-м в круге. Это распространенная китайская фамилия-оберег. Это животное было символом изобилия, богатства, их маленькие каменные изображения (из жадеита, нефрита и т. п.) часто находят в захоронениях времен династии Хань, где они «грели руки» усопшим.
В японской мифологии вепрь является лунарным символом. Охотникам запрещалось убивать белых вепрей. Также этот зверь был связан с богом войны Хатиманом.
В Тихоокеанском регионе к свиньям также испытывают большое почтение, например, в Новой Гвинее верят, что они связаны с потусторонним миром; принесённые в жертву свиньи на похоронах помогают усопшему найти дорогу на тот свет. В африканской мифологии они связаны с мужской мощью, силой, военными способностями, также служат психопомпом.

### Средневековье
Кельтская богиня Керидвен имела символическую связь со свиньей. Мананнан имел стадо чудесным образом возобновляющихся свиней, что тесно связано с символикой плодородия.
Индоарийская сакральность вепря (аватара Вишну) также проявляется в германской и кельтской мифологиях. Кельты ассоциировали свиней с другим миром, и поэтому свинину нельзя было есть на религиозных праздниках. Западноевропейский обычай запекать на Рождество поросенка с яблоком во рту является наследием языческого жертвоприношения свиньи на зимнее солнцестояние (Йоль).
Мифотворцы Средневековья также боялись убийц-вепрей.
В скандинавской мифологии существует целая галерея вепрей:
- Гуллинбурсти — на нём Фрейр приезжает на похороны Бальдра.
- Сехримнир — его каждый день убивают и поедают павшие герои в Вальгалле.
- Хильдисвини — вепрь богини Фрейи, которая сама по себе имеет прозвище «Свиноматка».
- Вепри, олицетворяющие души мёртвых, сопровождают штормовые облака во время дикой охоты Одина[4]

В некоторых версиях мифа Фрейр, бог плодородия, был убит кабаном, поэтому это животное ежегодно преподносят ему на празднике Йоля.
Защитная сила вепря очевидна из использования его образа для украшения шлемов и на Британских островах: подобный шлем был найден в некрополе Саттон-Ху в Саффолке. Дикий вепрь имел важное значение для кельтов, в том числе для галлов, у которых он использовался для военной символики, небольших амулетов и образов на монетах. В кельтских легендах есть вепри по имени Турх Труйт (Twrch Trwyth) и Исгитирвин (Ysgithyrwyn). Среди друидов вепрь воплощал умственную и духовную мощь, основываясь на той силе, которые эти животные имеют в реальной жизни. Кельты клали мясо в могилу умерших, чтобы помочь им с силами в их путешествии на тот свет. Вепрь становится геральдической эмблемой на щитах и штандартах, начиная с языческих времен и до Крестовых походов. Например, английский король Ричард III был самым известным обладателем такой геральдики. Возможно, популярное название британских таверн «Boar’s head» отражает дохристианские традиции, в которых головы животных, принесённых в жертву, рассматривались как пророческие атрибуты. Голова вепря символизирует здоровье, мощь, оберегает от опасности, обозначает витальность и полноту жизненных сил, изобилие и удачу в наступающем году. (см. также Вепрь в геральдике).

### Христианство
В христианской религии отношение к свиньям резко негативное, что ведёт свою историю ещё с иудаизма, где, как известно, по Моисееву закону свинья является нечистым животным, чьё мясо запрещено к употреблению (кашрут).

«…и свиньи, потому что копыта у неё раздвоены и на копытах разрез глубокий, но она не жует жвачки, нечиста она для вас; 

мяса их не ешьте и к трупам их не прикасайтесь; нечисты они для вас»
 (Левит, 11:7-8)

В Евангелии они выведены отрицательно. Исцеление Гадаринских бесноватых (Мф. 8:28-34; Мк. 5:1-20; Лк. 8:26-37): Чудо было совершено в стране, лежавшей на восточном берегу Галилейского озера, называемой Гадаринской (у Марка и Луки) или Гергесинской (у Матфея). На берегу Иисуса и его учеников встретил бесноватый (у Матфея упоминается двое бесноватых). Он «увидев же Иисуса издалека, прибежал и поклонился Ему, и, вскричав громким голосом, сказал: что Тебе до меня, Иисус, Сын Бога Всевышнего? заклинаю Тебя Богом, не мучь меня!». А после на вопрос Иисуса, как его имя, отвечал: «Легион», указав этим на обитание в нём большого количества злых духов. Демоны просили Иисуса, чтобы он «не высылал их вон из страны той», а пустил их в стадо пасущихся рядом свиней. Иисус позволил им это, и «всё стадо свиней бросилось с крутизны в море и погибло в воде». По утверждению Марка, погибло около двух тысяч свиней.

#### Живопись
В средние века в христианском искусстве свинья являлась символом алчности и вожделения. В европейском изобразительном искусстве она стала атрибутом персонифицированного Распутства. Иногда свинья изображается побеждённой, попираемой персонифицированным Целомудрием. Также свинья являлась атрибутом Чревоугодия и Лености (смертных грехов). Свинья появлялась в изображении Четырёх темпераментов — она соотносилась с меланхолическим темпераментом, чёрной жёлчью и стихией земли.
В Средневековье изображение вепря нередко иллюстрировало Псалмы Давида (79:14): «Лесной вепрь подрывает её, и полевой зверь объедает её», где вепрь подрывает виноградную лозу, посаженную Господом. Этот зверь, разоряющий виноградник Господень, иногда трактуется как Зверь Апокалипсиса (Антихрист).
Средневековые бестиарии отмечают, что вепри не имеют страха перед смертью и, согласно одному источнику, имеют естественный щит из твёрдой плоти на своем правом боку, который бережёт их от охотников. Даже если их ранят оружием, вепрь (как пишут бестиарии) способен яростно атаковать охотников и ранить их острыми клыками. Когда клыки становятся тупыми, вепрь точит их об деревья и ест майоран, чтобы чистить их.
Стадо свиней также являлось атрибутом Блудного сына.
Изображается свинья рядом со святым Антонием Великим. В этом случае, в отличие от остальных, она имеет положительные коннотации. Свинья сопровождает святого Антония в качестве атрибута — этих животных в средневековье откармливали монахи-антонианцы, так как сало использовалось как лекарство от антониева огня. На шее у этой свиньи может висеть колокольчик, или его может держать Антоний в руках. В XVII веке свиньи, принадлежавшие этому монашескому ордену, получили право выпаса на особых угодьях, и их отличал колокольчик.

### Фольклор
Хотя в христианстве свиньи имели негативные ассоциации, европейский фольклор не разделял это мнение, продолжая подсознательно придерживаться языческой традиции, где свинья была связана с Великой богиней. В сказках свиньи очеловечивались, чтобы преподать моральные уроки.
- Свинорылые женщины — жанр западноевропейского фольклора, возникший в Нидерландах, Англии и Франции в конце 1630-х годов: легенды о богатой даме, наделённой обычным человеческим телом и рылом (или головой) свиньи.
- Три поросёнка

### Современность
Персонажи-свиньи крайне популярны в современной массовой культуре, сказках и мультфильмах.
- Литература:
  - Чжу Бацзе;
  - Пятачок — друг Винни-Пуха;
  - Пигасус — крылатая свинья, персонаж книг о стране Оз;
  - Скотный двор Джорджа Оруэлла;
  - Арканарский Вепрь Ы — персонаж мира Стругацких;
  - Императрица — из цикла «Замок Блондингс» Вудхауса;
  - Санта-Хрякус.
- Фильмы:
  - Бэйб: Четвероногий малыш;
- Мультфильмы:
  - Порки Пиг;
  - Мисс Пигги — персонаж Маппет-шоу;
  - Хрюша;
  - Приключения поросёнка Фунтика;
  - Поросёнок (мультсериал);
  - Свинка Пеппа;
  - Порко Россо;
  - Оккотонуси — король вепрей из «Принцессы Мононоке».
  - Нюша — один из главных героев мультсериала Смешарики.